# Beroun
Beroun (tyska: Beraun) är en stad i Böhmen i Tjeckien vid floden Berounka, 25 kilometer sydväst om Prag. Staden är huvudort i distriktet med samma namn. Per den 1 januari 2016 hade staden 19 207 invånare.
Beroun var tidigare känt för bomulls-, maskin-, socker- och träindustri.